# Clinton County (Kentucky)
Clinton County je okres amerického státu Kentucky založený v roce 1836. Správním střediskem je město Albany. Pojmenovaný je podle guvernéra státu New York v letech 1817–1823 DeWitta Clintona. Leží u hranic se státem Tennessee.

## Sousední okresy
| Růžice kompasu |                   | Russell County            |                     | Růžice kompasu |
| Růžice kompasu | Cumberland County | Sever                     | Wayne County        | Růžice kompasu |
| Růžice kompasu | Cumberland County | Clinton County (Kentucky) | Wayne County        | Růžice kompasu |
| Růžice kompasu | Cumberland County | Jih                       | Wayne County        | Růžice kompasu |
| Růžice kompasu | Clay County (TN)  |                           | Pickett County (TN) | Růžice kompasu |